# Kościół ewangelicki w Nawsiu

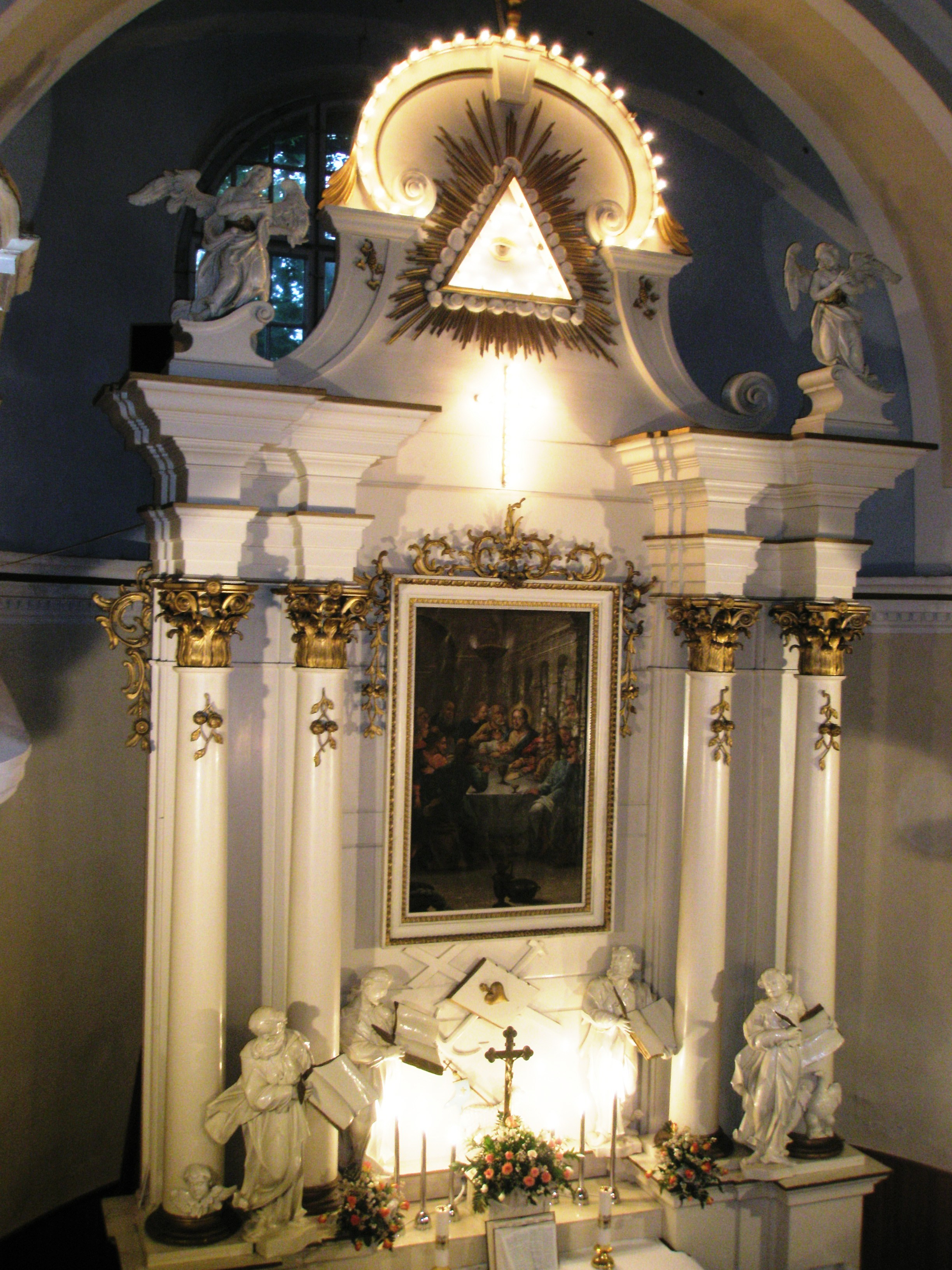
Ołtarz

Kościół ewangelicki w Nawsiu – kościół w Nawsiu, w kraju morawsko-śląskim w Czechach, należący do miejscowego zboru Śląskiego Kościoła Ewangelickiego Augsburskiego Wyznania. Stanowi jeden z kościołów tolerancji.

## Historia
Pierwszy drewniany ewangelicki dom modlitwy powstał w Nawsiu dziesięć lat po wydaniu patentu tolerancyjnego. Budowla podlegała szeregowi ograniczeń - nie mogła przypominać kościoła katolickiego, nie mogła posiadać wieży ani dzwonów, a także wejścia od strony ulicy. Jako że świątynia nie mogła być finansowana z kasy państwowej, ciężar przekazania środków na jej budowę wziął na siebie książę Albert Sasko-Cieszyński. Budowę rozpoczęto w maju 1791 roku, a poświęcenia dokonano już 15 sierpnia.
Z racji tego, że budynek przypominał bardziej stodołę, niż kościół, w 1804 roku zwrócono się z prośbą do księcia o pozwolenie na jego przebudowę oraz jej sfinansowanie. W 1817 roku rozpoczęła się budowa nowego, ceglanego kościoła, zakończona jego poświęceniem 15 września 1820 roku.
Po wydaniu Patentu Protestanckiego i zrównaniu praw ewangelików z innymi wyznaniami, w 1849 roku uzyskano pozwolenie na budowę wieży, w której zawieszono dzwon. Kolejne dzwony zakupiono w 1858 i 1870 roku.
W 1916 roku dzwony zostały zarekwirowane dla celów wojskowych, po wojnie zastąpiono je mniejszymi, stalowymi, a w 1936 roku - mosiężnymi. Dwa z nich zostały zabrane podczas II wojny światowej w 1942, pozostawiono najmniejszy o wadze 200 kg. W 1990 roku dwa brakujące dzwony zostały uzupełnione.
W 1953 roku zakupiono nowe organy, zastępując poprzednie z lat 90. XIX wieku.
Generalnemu remontowi kościół poddano w latach 70. XX wieku.

## Architektura
Kościół jest budowlą jednonawową, podłużną, płynnie przechodzącą ku półokrągłemu końcowi. Przedsionek utworzony jest przez bryłę wieży, w dolnej części kwadratowej, a w górnej - ośmiokątnej. Fasada świątyni jest nietypowa, zakrzywiona, wysunięty z niej jest portal. Na portalu znajduje się tablica pamiątkowa, a powyżej niej duże okno z półokrągłym zakończeniem. Na zakrzywieniach fasady umieszczono kolejne dwa małe okna.
Fasady boczne są niższe, gładkie, wykończone gzymsem, który przechodzi w półkola na fasadzie. Umieszczono tam trzy okna w dolnej części, a powyżej jedno większe.

## Wnętrze
Wystrój kościoła ewangelickiego w Nawsiu składa się prawie wyłącznie z ołtarza głównego (mensy i retabulum) oraz ambony. Obecny ołtarz jest drugim z kolei, w który wyposażono kościół, pochodzi z 1835 roku. Nie ma tutaj chrzcielnicy.
Nastawa ołtarzowa, znajdująca się za mensą, składa się z podstawy z czterema kolumnami o korynckich głowicach ze złotymi dekoracjami w kształcie liści. Po bokach zakończona jest zwojami, na których umieszczono rzeźby aniołów. W górnej części znajduje się Boże oko w trójkącie równoramiennym. W spodniej części położony jest relief z wizerunkiem baranka, jako symbolem Jezusa Chrystusa z krzyżem i flagą luterańską. Na wysokości mensy ustawiono cztery figury Ewangelistów. W środkowej części ołtarza znajduje się obraz przedstawiający Ostatnią Wieczerzę.
Na mensie ołtarzowej postawiono krzyż z wizerunkiem Jezusa, obok niego ustawiono świece oraz dekorację kwiatową. Pod krzyżem zwykle ułożona jest Biblia.